# Iván Álvarez Guedes
Iván Álvarez Guedes (Mos, Pontevedra, 20 de mayo de 1993) es un ingeniero industrial, modelo y rey de la belleza español que fue coronado como Mister Supranational 2023 en la 7ª edición que tuvo lugar el pasado 15 de julio de 2023 en el Anfiteatro Strzelecki Park de la ciudad de Nowy Sącz, en Polonia.

## Reseña biográfica
Iván Álvarez nació en Mos, España, el 20 de mayo de 1993. Álvarez culminó su bachillerato en el Instituto Pino Manso de O Porriño y posteriormente se graduó en Ingeniería Industrial en la Universidad de Vigo. Actualmente Iván compagina su trabajo como Ingeniero Industrial en una multinacional automotriz con su carrera como modelo.

## Carrera en los concursos de belleza

### Mister RNB Pontevedra 2022
Iván Álvarez comenzó su carrera en el mundo de la belleza en el año 2021 cuando fue contactado directamente por la organización española de Mister RNB España para representar a la provincia de Pontevedra en el certamen nacional del año 2022.

### Mister RNB España 2022
El 6 de agosto del año 2022 tuvo lugar la final del certamen Mister RNB España 2022 en la ciudad de Nerja, Málaga. Álvarez se alzó ganador por delante de 50 candidatos de todo el territorio español y obteniendo así la oportunidad de representar a España en Mister Supranational 2023.

### Mister Supranational 2023
Iván Álvarez fue coronado como Mister Supranational 2023 el 15 de julio de 2023 en la ciudad polaca de Nowy Sącz, imponiéndose a 33 candidatos y convirtiéndose así en ser el primer español y europeo en lograr este prestigioso título mundial.